# Makroangiopatia
Makroangiopatia – termin medyczny służący do określenia zmian w naczyniach krwionośnych o dużym i średnim kalibrze u osób chorych na cukrzycę.
Proces uszkodzenia naczyń wiąże się z współistnieniem przewlekłej hiperglikemii, hiperinsulinemii, insulinooporności, hiperlipidemii, stresu oksydacyjnego, trombofilii cukrzycowej, i przewlekłego stanu zapalnego.
Postacie kliniczne makroangiopatii:
- choroba niedokrwienna serca,
- zawał mięśnia sercowego,
- udar mózgu,
- miażdżyca zarostowa kończyn dolnych.

Przeczytaj ostrzeżenie dotyczące informacji medycznych i pokrewnych zamieszczonych w Wikipedii.